# Vicente del Bosque

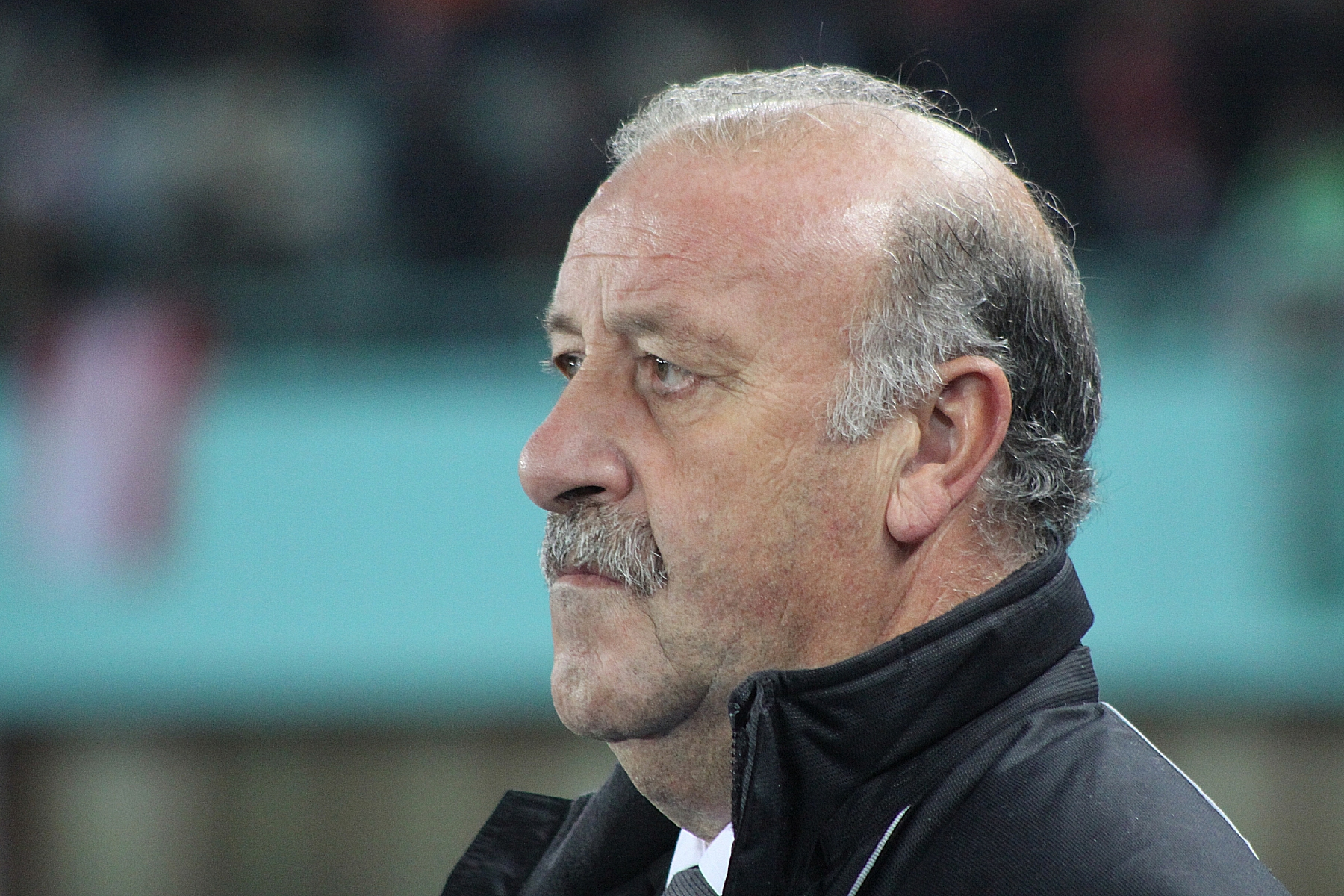
Vicente del Bosque

Vicente del Bosque, född den 23 december 1950 i Salamanca, Spanien, är en spansk före detta fotbollsspelare och numera fotbollstränare. Under sin aktiva karriär som fotbollsspelare spelade han mest som defensiv mittfältare.
Han är sedan EM 2008 tränare för Spaniens herrlandslag i fotboll. Han ledde Spanien till deras första VM-titel någonsin efter vinst mot Nederländerna i finalen 2010. 2012 ledde han Spanien till att försvara sitt EM-guld från 2008, vilket de gjorde efter vinst mot Italien i final. Han blev även utsedd till årets tränare 2012.

## Klubbar (som spelare)
- 1971-1972 Córdoba CF
- 1972-1973 CD Castellón
- 1973-1984 Real Madrid

## Landskamper
1975-1980 Spanien, 18 landskamper (1 mål)

## Tränare
- 1985-1990 Real Madrid Castilla
- 1994 Real Madrid
- 1996 Real Madrid
- 1999-2003 Real Madrid
- 2004-2005 Beşiktaş JK
- 2008-2016 Spaniens herrlandslag i fotboll